# NGC 3597
NGC 3597 (również PGC 34266) – galaktyka spiralna (S0-a), znajdująca się w gwiazdozbiorze Pucharu. Odkrył ją John Herschel 21 marca 1835 roku.

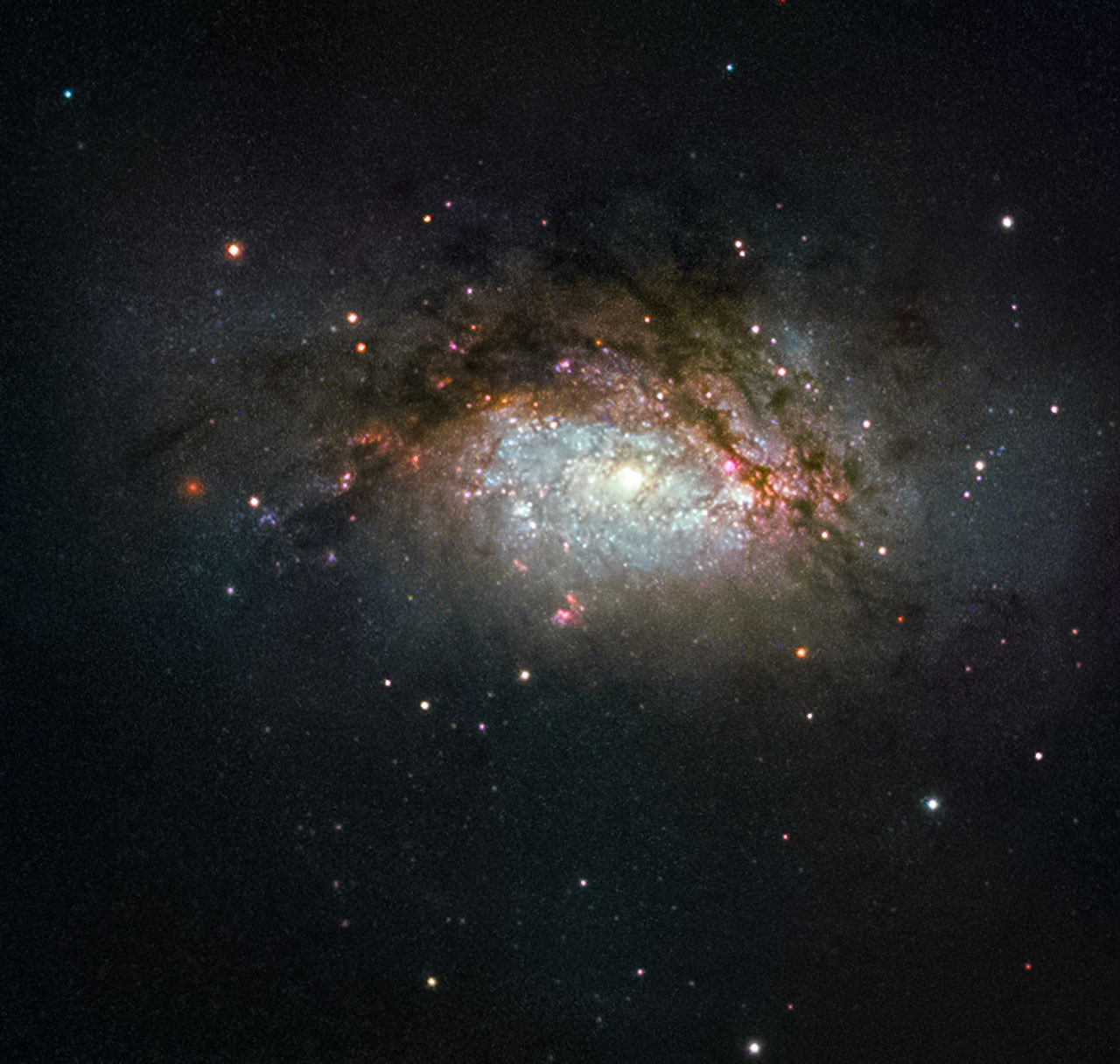
Zdjęcie galaktyki NGC 3597, wykonane przez kosmiczny teleskop Hubble'a w 2016 roku.

Pewne dane obserwacyjne sugerują, że może być dwoma galaktykami w trakcie fuzji.
Jest najprawdopodobniej otoczona przez młode skupiska gwiazd.